# Юр (Франция)
Юр (фр. Urs) — коммуна во Франции, находится в регионе Юг — Пиренеи. Департамент коммуны — Арьеж. Входит в состав кантона Ле-Кабан. Округ коммуны — Фуа.
Код INSEE коммуны — 09320.

## Население
Население коммуны на 2008 год составляло 42 человека.
| 1962 | 1968 | 1975 | 1982 | 1990 | 1999 | 2008 |
| ---- | ---- | ---- | ---- | ---- | ---- | ---- |
| 13   | 39   | 36   | 33   | 30   | 24   | 42   |

## Экономика
В 2007 году среди 23 человек в трудоспособном возрасте (15—64 лет) 15 были экономически активными, 8 — неактивными (показатель активности — 65,2 %, в 1999 году было 75,0 %). Из 15 активных работали 14 человек (8 мужчин и 6 женщин), безработным был 1 мужчина. Среди 8 неактивных 1 человек был учеником или студентом, 3 — пенсионерами, 4 были неактивными по другим причинам.

## Достопримечательности
- Замок XII века
- Замок XVII века
- Романская церковь